# Kazvinoba
Kazvinoba är en ort i Azerbajdzjan.   Den ligger i distriktet Masallı Rayonu, i den sydöstra delen av landet, 190 km sydväst om huvudstaden Baku. Kazvinoba ligger 10 meter över havet och antalet invånare är 1 070.
Terrängen runt Kazvinoba är platt åt nordost, men åt sydväst är den kuperad. Runt Kazvinoba är det ganska tätbefolkat, med 120 invånare per kvadratkilometer.. Närmaste större samhälle är Arkewan, 12,5 km norr om Kazvinoba.
Trakten runt Kazvinoba består till största delen av jordbruksmark.